# 维默河畔罗滕堡县
维默河畔罗滕堡县（Landkreis Rotenburg (Wümme)）是德国下萨克森州东北部的一个县，位于不来梅、不来梅哈芬和汉堡之间，首府维默河畔罗滕堡。